# Cent Jours à Palerme
Pour plus de détails, voir Fiche technique et Distribution.
Cent Jours à Palerme (titre original : Cento giorni a Palermo) est un film franco-italien réalisé par Giuseppe Ferrara, sorti en 1984.

## Synopsis
L'histoire vraie des cent derniers jours du général des carabiniers et plus haute autorité pour lutter contre la mafia Carlo Alberto dalla Chiesa, préfet de Palerme, qui fut assassiné à la mitraillette avec sa femme et son garde du corps par un escadron de mafieux le 3 septembre 1982.

## Fiche technique
- Titre original : Cento giorni a Palermo
- Titre français : Cent Jours à Palerme
- Réalisation : Giuseppe Ferrara
- Scénario : Giuseppe Ferrara, Pier Giovanni Anchisi, Riccardo Iacona, Giuseppe Tornatore
- Décors : Antonio Visone
- Costumes : Laura Vaccari
- Photographie : Silvio Fraschetti
- Son : Gianfranco Cabiddu
- Montage : Mario Gargiulo
- Musique : Vittorio Gelmetti
- Production : Alain Pancrazi
- Sociétés de production : Compania Lavoratori del Cinema e del Teatro, TV Cine 2000, Ombre et Lumière, La Cécilia
- Pays d'origine :  Italie /   France
- Langue : Italien
- Format : Couleurs - 35 mm - Son mono
- Durée : 107 minutes
- Dates de sortie : 
  - Italie : 6 avril 1984
  - France : 25 avril 1984

## Distribution
- Lino Ventura : le général Carlo Alberto dalla Chiesa
- Giuliana De Sio : Emmanuela Setti Carraro
- Lino Troisi : Pio La Torre
- Stefano Satta Flores : le capitaine Fontana
- Arnoldo Foà : Virginio Rognoni, ministre de l'Intérieur
- Adalberto Maria Merli  : un mafioso
- Andrea Aureli : un mafioso

## À noter
- Lino Ventura avouera que le tournage ne s'est « pas très bien » passé. Invité à en dire davantage sur sa relation avec Giuseppe Ferrara, il déclare alors : « Ce sont des atomes crochus, ce sont des pensées différentes, des conceptions différentes, et il faut dire aussi que son qualificatif de metteur en scène à mon avis est un peu usurpé[1]. »